# 洞雲寺 (相馬市)
洞雲寺（とううんじ）は、福島県相馬市にある曹洞宗の寺院。

## 歴史
安土桃山時代、相馬氏の開基である。1590年（天正18年）の童生淵の戦いで戦死した相馬隆胤の菩提を弔うために創建された。
1871年（明治4年）、現在地にあった長松寺が現在の南相馬市原町区に移転、南相馬市小高区にあった当寺が現在地に移転した。
当寺の墓地には、相馬中村藩初代藩主相馬利胤の正室「長松院」以降の長松寺時代から続く相馬家の墓の他に、戊辰戦争時に亡くなった官軍兵士の墓がある。

## 交通アクセス
- 相馬駅より徒歩32分。